# ورزشگاه ۱۵ اکتبر
ورزشگاه ۱۵ اکتبر (انگلیسی: 15 October Stadium) یک ورزشگاه چندمنظوره در بنزرت، تونس است. گنجایش این ورزشگاه ۲۰۰۰۰ نفر است که که ۴۰۰۰ صندلی آن سرپوشیده نیز است. مسابقات جام ملت‌های آفریقا ۲۰۰۴ که با قهرمانی تیم ملی فوتبال تونس همراه بود، در این ورزشگاه برگزار شد. به‌طور معمول این ورزشگاه توسط باشگاه فوتبال بنزرتی استفاده می‌شود.